# Manuel Altolaguirre
Manuel Altolaguirre Bolín (ur. 29 czerwca 1905 w Maladze, zm. 26 lipca 1959 w Burgos, Hiszpania) – hiszpański poeta, przedstawiciel Pokolenia 27.